# Giallo
Giallo is een Italiaans subgenre op het raakvlak van de misdaad-, thriller- en horrorfilm. De glorieperiode waren de jaren 1960 tot 1980, gedomineerd door de regisseurs Mario Bava en Dario Argento. Met het woord giallo (letterlijk: geel) duidt men in Italië misdaadromans aan, of meer in het algemeen het politiegenre. Destijds werden deze boekjes uitgebracht met een gele kaft, vandaar de naam giallo.

## Regisseurs (selectie)
- Dario Argento
- Lamberto Bava
- Mario Bava
- Antonio Bido
- Massimo Dallamano
- Paolo Cavara
- Luciano Ercoli
- Lucio Fulci
- Aldo Lado
- Umberto Lenzi
- Sergio Martino
- Emilio Miraglia
- Giulio Questi
- Duccio Tessari

## Films (selectie)
- 1963: La Ragazza che sapeva troppo (The Girl Who Knew Too Much) (Mario Bava)
- 1963: La frusta e il corpo (The Whip and the Body) (Mario Bava)
- 1964: Sei donne per l'assassino (Blood and Black Lace) (Mario Bava)
- 1968: La morte ha fatto l'uovo (A Curious Way to Love) (Giulio Questi)
- 1968: La morte non ha sesso (A Black Veil for Lisa) (Massimo Dallamano)
- 1968: Nude... si muore (The Miniskirt Murders) (Antonio Margheriti)
- 1968: Una sull'altra (One on Top of the Other / Perversion Story) (Lucio Fulci)
- 1969: Così dolce... così perversa (So Sweet... So Perverse) (Umberto Lenzi)
- 1969: Salvare la faccia (Psychout for Murder) (Rossano Brazzi)
- 1970: Cinque bambole per la luna d'agosto (Five Dolls for an August Moon) (Mario Bava)
- 1970: L'uccello dalle piume di cristallo (The Bird with the Crystal Plumage) (Dario Argento)
- 1970: Le foto proibite di una signora per bene (The Forbidden Photos of a Lady Above Suspicion) (Luciano Ercoli)
- 1970: Il rosso segno della follia (Hatchet for the Honeymoon) (Mario Bava)
- 1971: Una lucertola con la pelle di donna (A Lizard in a Woman's Skin) (Lucio Fulci)
- 1971: La corta notte delle bambole di vetro (Short Night of Glass Dolls) (Aldo Lado)
- 1971: Giornata nera per l'ariete (The Fifth Cord) (Luigi Bazzoni)
- 1971: Reazione a catena (A Bay of Blood) (Mario Bava)
- 1971: La coda dello scorpione (The Case of the Scorpion's Tail) (Sergio Martino)
- 1971: La Tarantola dal ventre nero (Black Belly of the Tarantula) (Paolo Cavara)
- 1971: Il gatto a nove code (The Cat o' Nine Tails) (Dario Argento)
- 1971: La bestia uccide a sangue freddo (Cold Blooded Beast) (Fernando Di Leo)
- 1971: Lo strano vizio della Signora Wardh (The Strange Vice of Mrs. Wardh) (Sergio Martino)
- 1971: L'Iguana dalla lingua di fuoco (The Iguana with the Tongue of Fire) (Riccardo Freda)
- 1971: La morte cammina con i tacchi alti (Death Walks on High Heels) (Luciano Ercoli)
- 1971: L'Uomo più velenoso del cobra (Human Cobras) (Adalberto Albertini)
- 1971: Quattro mosche di velluto grigio (Four Flies on Grey Velvet) (Dario Argento)
- 1971: Farfalla con le ali insanguinate (The Bloodstained Butterfly) (Duccio Tessari)
- 1972: Alla ricerca del piacere (Amuck) (Silvio Amadio)
- 1972: Mio caro assassino (My Dear Killer) (Tonino Valerii)
- 1972: Il coltello di ghiaccio (Knife of Ice) (Umberto Lenzi)
- 1972: La dama rossa uccide sette volte (Red Queen Kills 7 Times) (Emilio Miraglia)
- 1972: Tutti i colori del buio (All the Colors of the Dark) (Sergio Martino)
- 1972: Il tuo vizio è una stanza chiusa e solo io ne ho la chiave (Your Vice Is a Locked Room and Only I Have the Key) (Sergio Martino)
- 1972: Non si sevizia un paperino (Don't Torture a Duckling) (Lucio Fulci)
- 1972: La morte accarezza a mezzanotte (Death Walks at Midnight) (Luciano Ercoli)
- 1972: Perché quelle strane gocce di sangue sul corpo di Jennifer? (The Case of the Bloody Iris) (Giuliano Carnimeo)
- 1972: Sette orchidee macchiate di rosso (Seven Blood-Stained Orchids) (Umberto Lenzi)
- 1972: Sette scialli di seta gialla (The Crimes of the Black Cat) (Sergio Pastore)
- 1972: L'Occhio nel Labirinto (Eye in the Labyrinth) (Mario Caiano)
- 1972: Cosa avete fatto a Solange? (What Have You Done to Solange?) (Massimo Dallamano)
- 1972: Chi l'ha vista morire? (Who Saw Her Die?) (Aldo Lado)
- 1973: Los ojos azules de la muñeca rota (Blue Eyes of the Broken Doll) (Carlos Aured)
- 1973: I corpi presentano tracce di violenza carnale (Torso) (Sergio Martino)
- 1974: Gatti rossi in un labirinto di vetro (Eyeball) (Umberto Lenzi)
- 1974: La polizia chiede aiuto (What Have They Done to Your Daughters?) (Massimo Dallamano)
- 1974: L'uomo senza memoria (Puzzle) (Duccio Tessari)
- 1974: Spasmo (Umberto Lenzi)
- 1974: L'assassino ha riservato nove poltrone (The Killer Reserved Nine Seats) (Giuseppe Bennati)
- 1974: Il profumo della signora in nero (The Perfume of the Lady in Black) (Francesco Barilli)
- 1975: Macchie sola (Armando Crispino)
- 1975: Profondo rosso (Deep Red) (Dario Argento)
- 1975: Nude per l'assassino (Strip Nude for Your Killer) (Andrea Bianchi)
- 1975: L'Assassino è costretto ad uccidere ancora (The Killer Must Kill Again) (Luigi Cozzi)
- 1976: La casa dalle finestre che ridono (The House with Laughing Windows) (Pupi Avati)
- 1977: Il Mostro (Luigi Zampa)
- 1977: Sette note in nero (The Psychic / Seven Notes in Black) (Lucio Fulci)
- 1977: Il gatto dagli occhi di giada (Watch Me When I Kill) (Antonio Bido)
- 1978: Giallo Napoletano (Neapolitan Mystery) Sergio Corbucci
- 1978: Solamente nero (The Bloodstained Shadow) (Antonio Bido)
- 1978: Le evase - Storie di sesso e di violenze (Giovanni Brusadori)
- 1978: La sorella di Ursula (The Sister of Ursula) (Enzo Milioni)
- 1978: La ragazza dal pigiama giallo (The Pyjama Girl Case) (Flavio Mogherini)
- 1979: Giallo a Venezia (Gore in Venice / Mystery in Venice / Thriller in Venice) (Mario Landi)
- 1981: Murder Obsession (Follia Omicida) (Riccardo Freda)
- 1982: Lo squartatore di New York (The New York Ripper) (Lucio Fulci)
- 1982: Tenebre (Dario Argento)
- 1983: La casa con la scala nel buio (A Blade in the Dark) (Lamberto Bava)
- 1983: La casa del tappeto giallo (The House with the Yellow Carpet) (Carlo Lizzani)
- 1983: Mystère (Carlo Vanzina)
- 1984: Murderock - uccide a passo di danza (Lucio Fulci)
- 1985: Phenomena (Dario Argento)
- 1986: Morirai a mezzanotte (The Midnight Killer) (Lamberto Bava)
- 1987: Deliria (Stage Fright) (Michele Soavi)
- 1987: Le foto di Gioia (Delirium) (Lamberto Bava)
- 1987: Opera (Dario Argento)
- 1989: Nightmare Beach (Umberto Lenzi)
- 1989: Paura nel buio (Hitcher in the Dark) (Umberto Lenzi)
- 1990: Un gatto nel cervello (A Cat in the Brain / Nightmare Concert) (Lucio Fulci)
- 1992: Body Puzzle (Lamberto Bava)
- 1993: Trauma (Dario Argento)
- 1996: La Sindrome di Stendhal (The Stendhal Syndrome) (Dario Argento)
- 2001: Non ho sonno (Sleepless) (Dario Argento)
- 2004: Il cartaio (The Card Player) (Dario Argento)
- 2005: Ti piace Hitchcock? (Do You Like Hitchcock?) (Dario Argento)
- 2005: The Torturer (Lamberto Bava)
- 2009: Amer (Hélène Cattet en Bruno Forzani)
- 2009: Giallo (Dario Argento)
- 2009: Imago mortis (Stefano Bessoni)
- 2010: Last Caress (Glam Gore) (Christophe Robin en François Gaillard)
- 2011: Masks (Andreas Marschall)
- 2014: L'étrange couleur des larmes de ton corps (The Strange Color of Your Body's Tears)  (Hélène Cattet en Bruno Forzani)
- 2015: Francesca (Luciano Onetti)
- 2017: Secrète et insoumise (Chris Rakotomamonjy)
- 2019: Deep Shock (Davide Melini)
- 2022: Occhiali Neri (Dark Glasses) (Dario Argento)